# NGC 18
NGC 18 je dvojna zvezda v ozvezdju Pegaza. Zvezdo je okril Per Magnus Herman Schultz 15. oktobra 1866 z 9,6 palčnim (244 mm) refraktorjem.